# Tibetaanse astrologie
Tibetaanse astrologie is de astrologie zoals die vele eeuwen gepraktiseerd werd in Tibet. De Tibetaanse astrologie heeft haar oorsprong in India en is een deelvak van de Tibetaanse astrowetenschap, die op haar beurt deel uitmaakte van de Tibetaanse rekenwetenschap (rtsis). 
De Tibetaanse astrologie kende allerlei uiteenlopende toepassingen binnen de Tibetaanse samenleving, tot en met diagnoses binnen de Tibetaanse geneeskunde.

## "Witte" en "zwarte" berekeningen
Er bestaan zwarte en witte berekeningen waarbij de kleur staat voor de kleur van de klederdracht van het land waarvan de oorspronkelijke berekeningen vandaan komen. Hierbij staat wit voor Indiaas en heeft het betrekking op de Tibetaanse astrologie (dkar rtsis); zwart staat voor Chinees en verwijst naar de Sino-Tibetaanse divinatieberekeningen (nag rtsis) die eveneens deel uitmaken van de Tibetaanse astrowetenschap.

## Kalachakratantra
De witte berekeningen komen primair voort uit enerzijds de Kalachakratantra met een boeddhistische achtergrond en anderzijds de Svarodaya dat zowel door hindoes als boeddhisten wordt geaccepteerd.
Uit de Kalachakratantra werden twee sets van wiskundige formules ontwikkeld: enerzijds was dit de Siddhanta (volledige leerstuk) dat verloren ging voordat het vertaald kon worden naar het Tibetaans. Verschillende Tibetaanse onderzoekers in de 15e en 17e eeuw reconstrueerden dit systeem. Anderzijds was dit de Karana (samenvattend systeem). Alle scholen gebruiken beide systemen en hoewel bij sommige scholen de Siddhanta de voorkeur heeft, wordt vaak teruggegrepen op de Karana omdat het nauwkeurigere uitkomsten oplevert.
De tantra van de Svarodaya (opstijging van de klinkers), ook wel de Yuddhajaya (overwinning in veldslagen) genoemd, is de enige tantra uit de hindoeïstische stroming shaivisme dat werd vertaald naar het Tibetaans en onderdeel ging uitmaken van de Tengyur-commentaren op Indiase teksten.

### Horoscopen voor voorspellingsdoeleinden
Het belangrijkste doel van de witte berekeningen is het opstellen van horoscopen voor voorspellingsdoeleinden. In de Westerse astrologie is de stand van de hemellichamen bij de geboorte van een individu doorslaggevend voor het maken van een persoonlijke horoscoop. Dit is niet het geval bij Indiase horoscopen, hoewel dit er wel een beperkt onderdeel van uitmaakt. Bij de boeddhistische berekeningen wordt de ontwikkeling van iemands persoonlijke leven voorop gesteld en in alle Indiase tradities geanalyseerd in relatie met negen achtereenvolgende hemellichamen. Hierbij wordt het tijdstip vanaf de geboorte genomen en met bepaalde formules onderverdeeld in negen afzonderlijke periodes.
De hindoeïstische modellen nemen de levensloop niet mee, maar gebruiken een andere sleutel voor de onderverdeling.
In de boeddhistische systemen worden wel berekeningen gemaakt voor de lengte van een leven, maar deze betreffen geen lotsbestemming. Deze systemen bevatten namelijk ook berekeningen die aangeven hoelang een leven kan doorgaan indien hiertoe constructieve daden worden verricht. Volgens de originele Kalachakratantra kan een leven een maximumlengte bereiken van 108 jaar; de hindoeïstische systemen gaan uit van een maximumleeftijd van 120. In Tibet werd deze teruggebracht tot 80 vanwege de degeneratie vanaf die leeftijd. In de 19e eeuw verhoogde de nyingmageestelijke Mipam Namgyal deze naar 100 jaar.
Niettemin kent het Tibetaanse systeem vier verschillende methoden om de levenslengte uit te rekenen, waardoor er voor een persoon veel verschillende leeftijden mogelijk zijn. Verder zijn er voor Tibetanen meer factoren van belang voor de uiteindelijke leeftijd, waarbij vooral karmische handelingen in dit leven en de vorige levens van groot belang zijn. Het belangrijkste nut van de Tibetaanse horoscoop is een persoon er op te wijzen, via welke mogelijke paden diens leven kan verlopen. Of die paden ook daadwerkelijk zullen uitkomen, zou liggen aan de acties die de betreffende persoon zelf neemt.

### Overeenkomsten met andere astrologiesystemen
Ondanks de Indische basis van de witte berekeningen kent het systeem enkele overeenkomsten met de Hellenistische astrologie. Het meest in het oog springend is de indeling in twaalf tekens en huizen van de dierenriem, met nagenoeg dezelfde namen. De betekenis die eraan wordt toegewezen is echter wel heel verschillend. Bijvoorbeeld zijn de hoeken van de planeten niet van belang en zijn ascendanten onbeduidend in de witte berekeningen.
In zowel de Tibetaanse als de Chinese astrologie komen 28 maanconstellaties voor. De huizen draaien langs de evenaar van de sterren en bestaan uit clusters van sterren die slechts lichtelijk verschillen met de pan-Indische huizen.